# アラビア書道

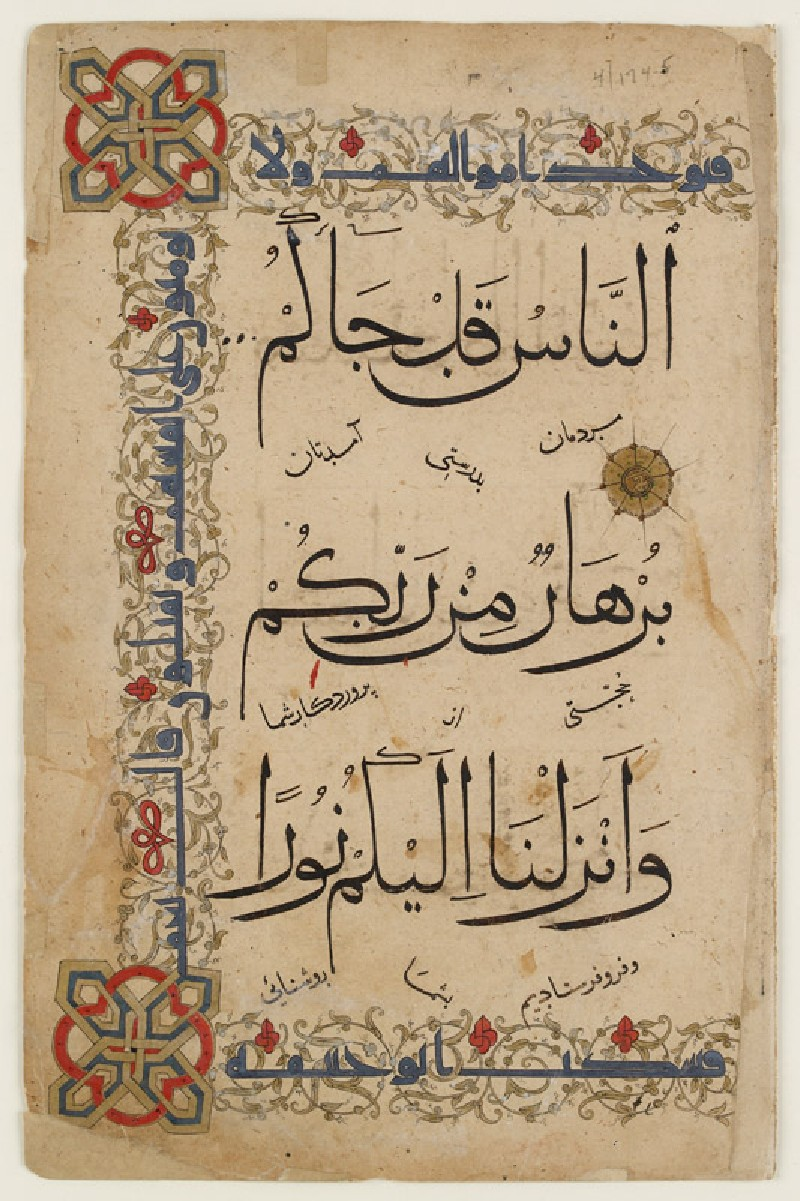
ムハッカク体によるクルアーンの装飾写本（13-14世紀頃）。
行間にはナスフ体によるペルシア語訳が書かれており、周縁にはクーフィー体による装飾が施されている。

アラビア書道（アラビアしょどう、英語: Arabic calligraphy）は、アラビア文字を用いるカリグラフィーである。アラビア文字を流麗に手書きすることにより、調和や優美さを表現する芸術実践である（#定義）。一般的には「カラム」と呼ばれる葦ペンのペン先にインクを染み込ませ、紙などの書画媒体に手書きする（#道具）。数多くの書体が生み出されてきたことも特徴のひとつである（#書体）。アラビア書道はイスラーム教との関りが強く、その聖典クルアーンを書き表すための書記法として発展した（#歴史）。また、イスラーム信仰圏の空間的広がりと多極化にともない、地域ごとに独特の発展も見せた（#地域様式の出現と展開）。

## 定義
ユネスコはアラビア書道を「アラビア文字を流麗に手書きすることにより調和や優美さを表現する芸術実践」と定義している。アラビア文字を手書きする芸術実践、すなわち、アラビア文字によるカリグラフィーは、歴史的にはクルアーンの写本制作を中心として、イスラーム教との深いかかわりの中で発展した。そのため、ユネスコは「アラビア書道」 "Arabic calligraphy" と呼ぶが、英語圏ではむしろ "Islamic calligraphy" と呼ぶことの方が多い。一方で日本語では決まった呼び名がなく、イスラーム文化に関する事典類では単に「書道」と呼ばれることが多い（たとえば平凡社の「イスラム辞典」等参照。）。日本アラビア書道協会は「アラビア書道」と呼んでいる。

## 道具

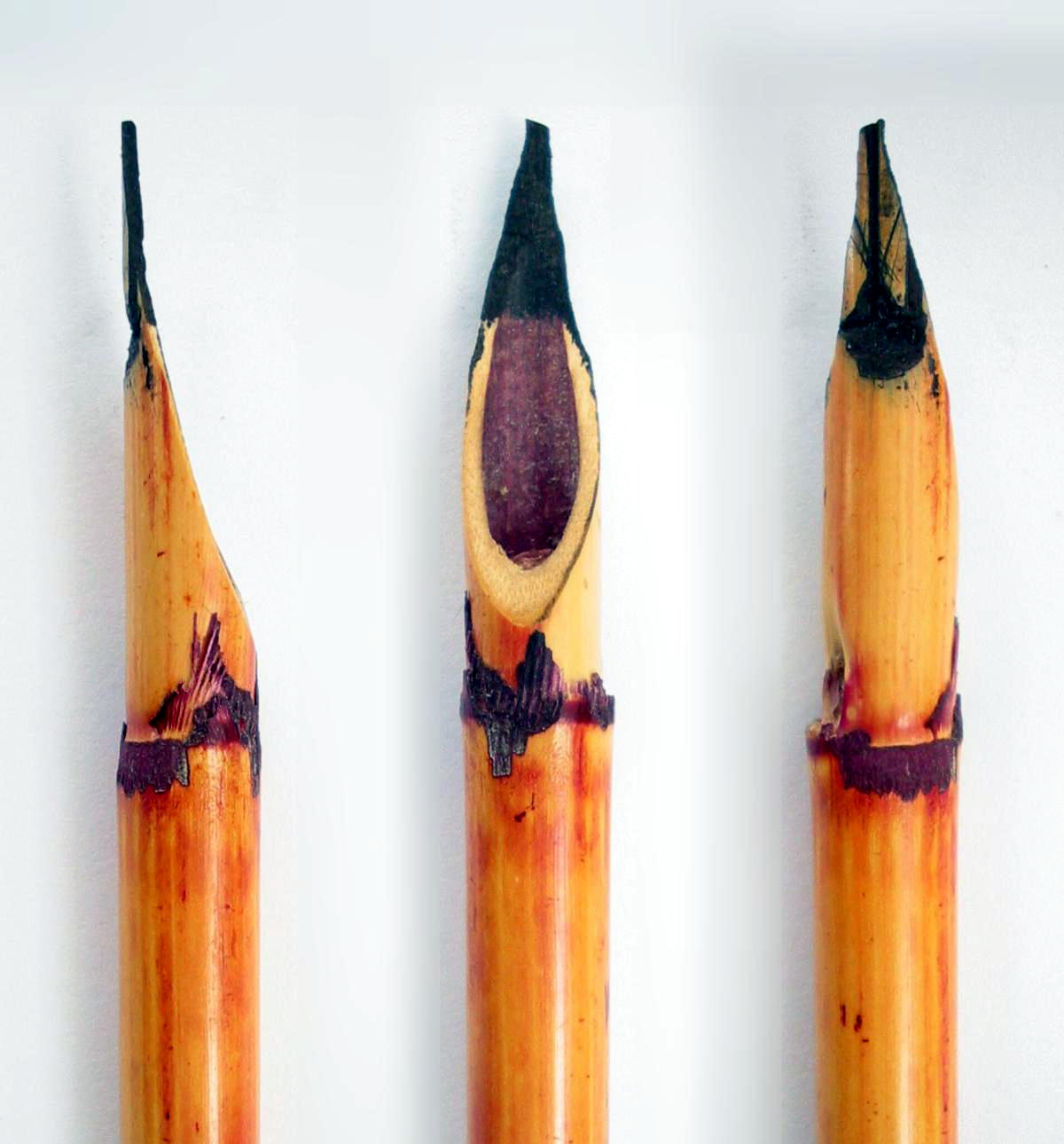
葦ペン「カラム」のペン先

イスラームの宗教伝統においては、神が預言者ムハンマドに最初に下した啓示はクルアーン96章1-5節であるとされている:57-78。この啓示には「筆もつすべを教え給う」という言葉が含まれる:57-78。また、クルアーン68章は「ペンとかれらの書くものにかけて」という言葉で始まる:57-78。伝統的な註解書によれば、この啓示における「ペン」は神が天地創造の際に、以後に起きる出来事のすべてを書き記すものである（また、それゆえに「ペン」こそが神が最初に創造したものであるとされる）。これら「筆」や「ペン」と日本語訳されているものはアラビア語では「カラム」（アラビア語: قلم, ラテン文字転写: qalam）といい、植物の葦の茎を削って作る葦ペンである:57-78。アラビア書道における字を書く道具は、通常、この葦ペン、カラムである:57-78。カラムの素材には竹もよく使われる。
インク（ミダード）は、伝統的には、ランプの煤（すす）にアラビアガムを加えて薄め、粘り気を出したものが使われる。ハチミツで粘り気を出すことも行われてきた。また、赤い色のインクのために、サフランも用いられてきた。
書写材料としては、7-9世紀ごろまで、板、石のほか、獣皮紙とパピルスが使われていたが、製紙法の伝来とともに10世紀ごろから紙も使われるようになった。紙は職人が、卵白に塩を混ぜて薄めた液を紙の表面に塗り、乾かした後、瑪瑙のような固い石で擦って表面をツルツルに仕上げる。表面処理の際には卵白のほかに、デンプンやミョウバンを使う場合もある。色のついた紙が積極的に用いられることもあり、イランでは19世紀を通して青い紙が使われた。オスマン帝国ではさまざまな色紙に書いたイブラヒム・ミュテフェッリカ（1742年歿）の作品が知られている。

## 書体
アラビア文字によるカリグラフィーには様々な字体・書体がある。
- ヒジャージー体（英語版）
- クーフィー体
- ムハッカク体
- ナスフ体
- スルス体
- ライハーニー体（英語版）
- タウキーウ体（英語版）
- リカーウ体（英語版）
- ナスタアリーク体
- シカスタ・ナスタアリーク体
- マグリビー体（英語版）
- ディーワーニー体（英語版）
- スィーニー体

## 歴史
イスラームの到来以前のアラビアにおいては、詩が最高の芸術表現であると考えられていた:57-78。しかし詩は書き表されることはなかった:57-78。詩は詩人、もしくは職業朗誦者により記憶され、朗誦のたびごとに即興で潤色が加えられ、絶えず作りなおされた:57-78。筆記が用いられたのは、商業通信や取引・契約の記録である:57-78。商業通信にはパピルスが用いられ、本・冊子体には耐久性のある獣皮紙（ヒツジ、ヤギ、ガゼルなどの皮をなめして作った紙）が用いられた:57-78。アラビア文字はイスラームの到来以前のアラビアにおいて、シリア文字あるいはナバテア文字から作られた。

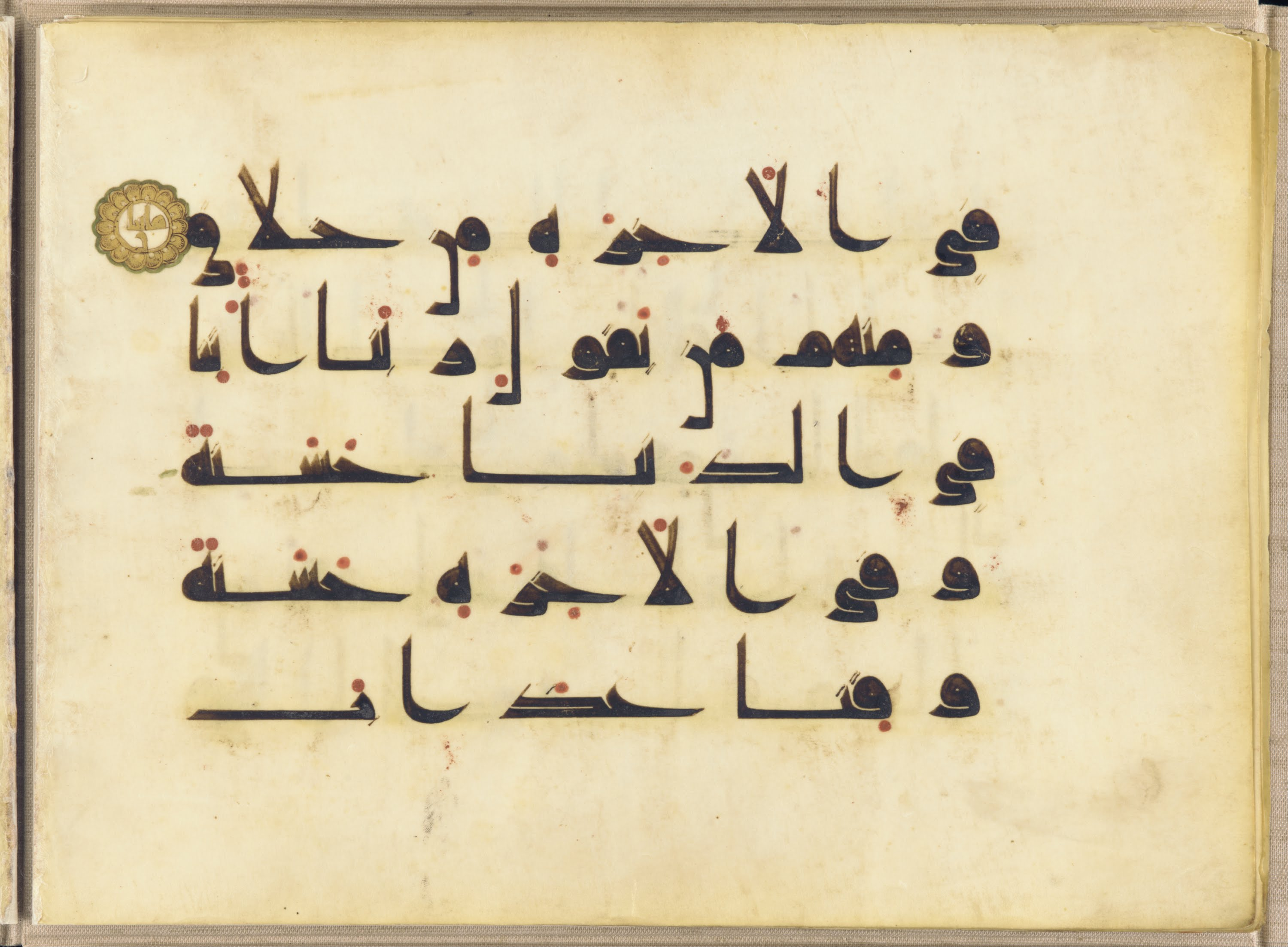
アッバース朝時代のクーフィー体によるクルアーン（9世紀）

最初期のイスラーム共同体では、ムハンマドへの神の啓示は口承により伝えられた:57-78。ウスマーンによるクルアーン結集（7世紀）時点でも人びとの記憶に依存した口承が中心である:57-78。その後イラクのクーファやバスラでアラビア語文法が研究されるようになりクルアーンの筆記が進んだ。クーファで生まれたとされる字体が「クーフィー体」である:26-37。クーファやバスラの言語学者らはアラビア語の正書法も考案した:44。
9世紀のアッバース朝では官僚制度が急速に浸透し、「カーティブ」と呼ばれる書記が行政文書をアラビア文字で書くようになった:26-37。その際、筆記にはクーフィー体を簡便にした字体「崩れ草書体」「東方クーフィー体」などと呼ばれる筆記体が用いられていく:26-37。クーフィー体は石などに刻まれた銘に影響を受けたといわれ、四角張った古雅な装飾書体である:57-78。美的には優れていたが非経済的で手間がかかった:26-37。これに対し崩れ草書体は読みやすく書きやすい:26-37。世俗的な文書に用いられた字体であるが10世紀にはクルアーンの写本制作にも使われるようになった:26-37。書写材料についてもこの時期に大きな変化があった:26-37。8世紀中葉に中国の唐から伝わった製紙法により紙が作られ、行政文書を中心に広く使われるようになった:26-37。書写材料が獣皮紙から紙に代わったことによりインクも変化した:26-37。獣皮紙に使用したインクは金属のタンニン酸塩から作られ、獣皮紙に染料のように染み込む茶色いインクであった:26-37。紙やパピルスに用いられたのはランプの煤などから作られる「ミダード」と呼ばれる黒い墨である:26-37。

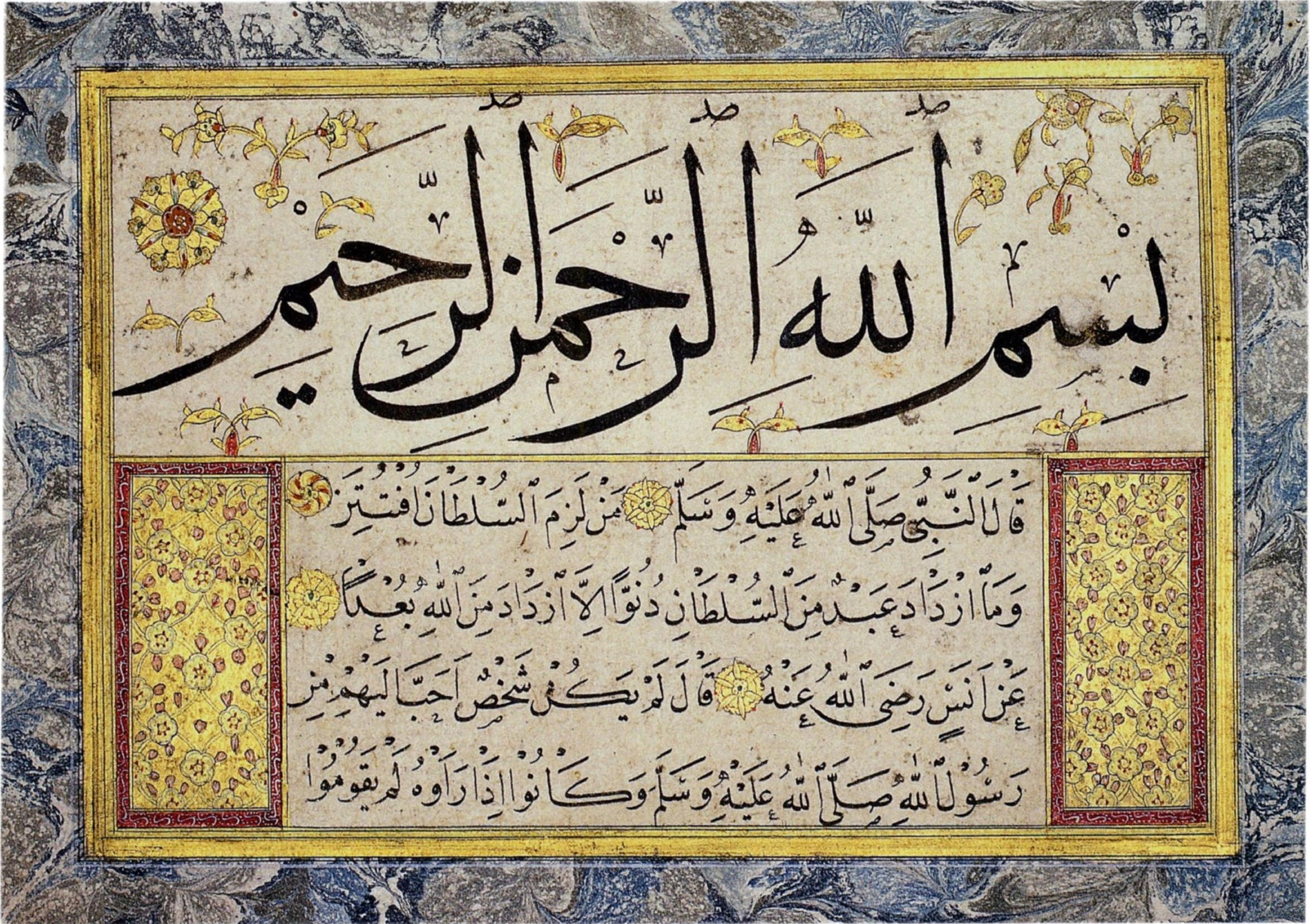
ムハッカク体によるバスマラ（ハーフィズ・オスマン書、1693年）

アッバース朝の衰退した10世紀末に、アラビア文字とそれを使ったカリグラフィーの歴史は大きな変革期を迎えた:40-47。クーフィー体やその草書体といった既存の書体が書道家によって新たに整備され、新しい字体・書体が創出されたのである:26-37。「アラビア書道の預言者」と呼ばれたアッバース朝の宰相イブン・ムクラ（940年歿）は、文字の幅や高さを点（ヌクタ）の数で規定するという方法を編み出した:40-47。このヌクタは「基準点」ともいい、カラムのペン先の幅の大きさを持つ:40-47。たとえば、最初に規定された書体「ムハッカク体」では、アラビア文字アルファベットの最初の文字アリフの高さは、基準点9つ分と決められた:40-47。このように、すべての文字の大きさ、バランスが比率であらわされ、標準化された:40-47。イブン・ムクラはアラビア文字の形を体系的に整理し、幾何学的な法則と尺度に基づいて文字を書く「比率で示される書法（ハット・マンスーブ）」という方法を確立し、（スンナ派では）アラビア書道の創始者といわれている。

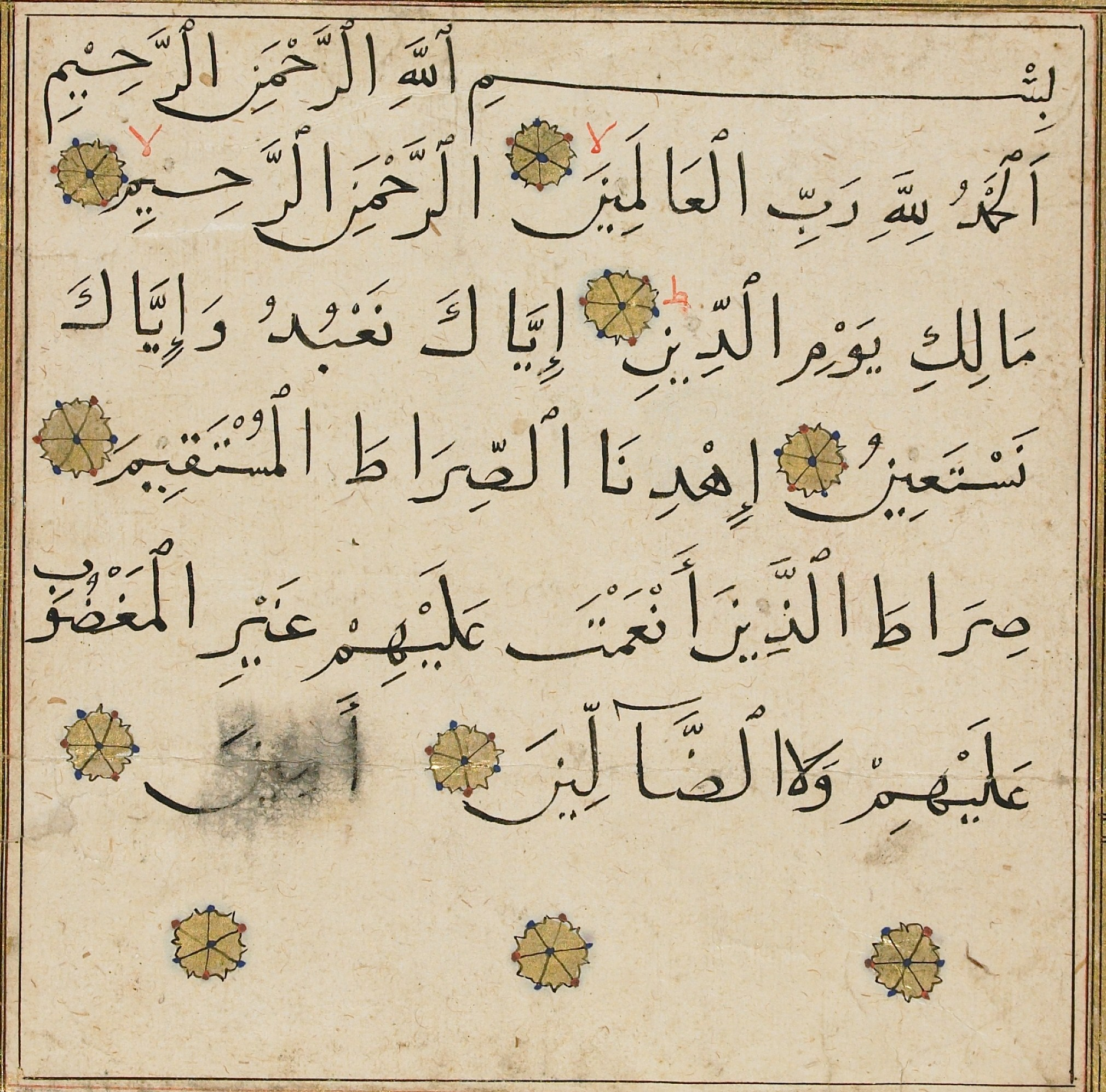
マムルーク朝期にナスフ体で書かれた開端章（14-15世紀）

イブン・ムクラはさらに、ナスフ体を含む6つの書体（後述）を定めた。これらは後世にアラビア書道の基本六書体と呼ばれるようになる:40-47。イブン・ムクラの直筆は現存していないが、彼は編み出した書法システムを自分の娘を含む何人かの弟子に伝えていた:191-220。イブン・ムクラの娘に師事したイブン・バウワーブ（1031年頃歿）はイブン・ムクラの書に優美さを付け加えたとされる:191-220。イブン・バウワーブはブワイフ朝君主の依頼に応じてナスフ体で優美なクルアーン写本を制作した:191-220。写本は複数制作され、そのうちのひとつは現存している:191-220。この写本は多くの点でスタンダードとなった:191-220。この頃（11世紀）からクルアーン写本においても書写材料が獣皮紙から紙に置き換わった:40-47。製本技術も高度化し:40-47、写本が市場で取引されるものになった:191-220。クルアーン写本のほかにも、医学や天文学などの学術書、『マカーマート』のような文学書の写本が美しい文字で書かれ、製本されて、市場流通した:191-220。
13-14世紀、イスラーム信仰圏の東半分の多くは、モンゴルの支配下に入る:48-63。13世紀バグダードのヤークート・ムスタアスィミーはアッバース朝カリフ・ムスタアスィムに仕え、モンゴル軍のバグダード入城時にもモスクのミナレットに隠れて書の練習を続けたという逸話のある書家である:48-63。イブン・ムクラやイブン・バウワーブを模範として「基本六書体」を改良した:48-63。ペン先を斜めに削って文字を書く手法を始めた書家でもある:48-63。アッバース朝後半に成立した写本文化は、イルハン朝のモンゴル系君主がイスラームへ改宗したことによって、発展的に継承される:48-63。ムスタアスィミーや彼に師事したアルグーン・カーミリーらのアラビア書道の系譜は、その後も引き継がれ、オスマン朝の書道家にも影響を与えていった:48-63。

## 地域様式の出現と展開
クルアーン本文の筆記書体としての地位をクーフィー体から引き継いだナスフ体であるが、読みやすい反面、慎重な筆運びを必要とし、筆記が遅いという一面がある。速く書くことのできる書体として、アラブ地域ではリカーウ体が好まれたが、イランや中央アジア、南アジアでは対照的に、ナスタアリーク体という流麗な書体が好まれた。「ペルシア書体」という別名を持つナスタアリーク体は14世紀後半に確立した書体である。
14世紀後半から16世紀初頭にわたって中央アジアを中心にイランやアフガニスタン、イラクを支配したティムール朝では、写本制作が奨励された:48-63。躍動的な字体が好んで用いられ、複数の字体で書き分けられたクルアーン写本が制作されており、書道家たちの技術と熱意の高まりが指摘されている:48-63。ヘラートの書道家スルターンアリー・マシュハディー（1520年歿）は道具の選び方や書道家になるための練習について、詩の形式で語っている:48-63。スルターンアリーによると練習には、書く練習と書写作品を目でよく見て学ぶ練習のふたつがあるという:48-63。また、書道家の道は一種の精神的求道であるとも示唆しており、文字を書くことに高い精神性を付与した:48-63。

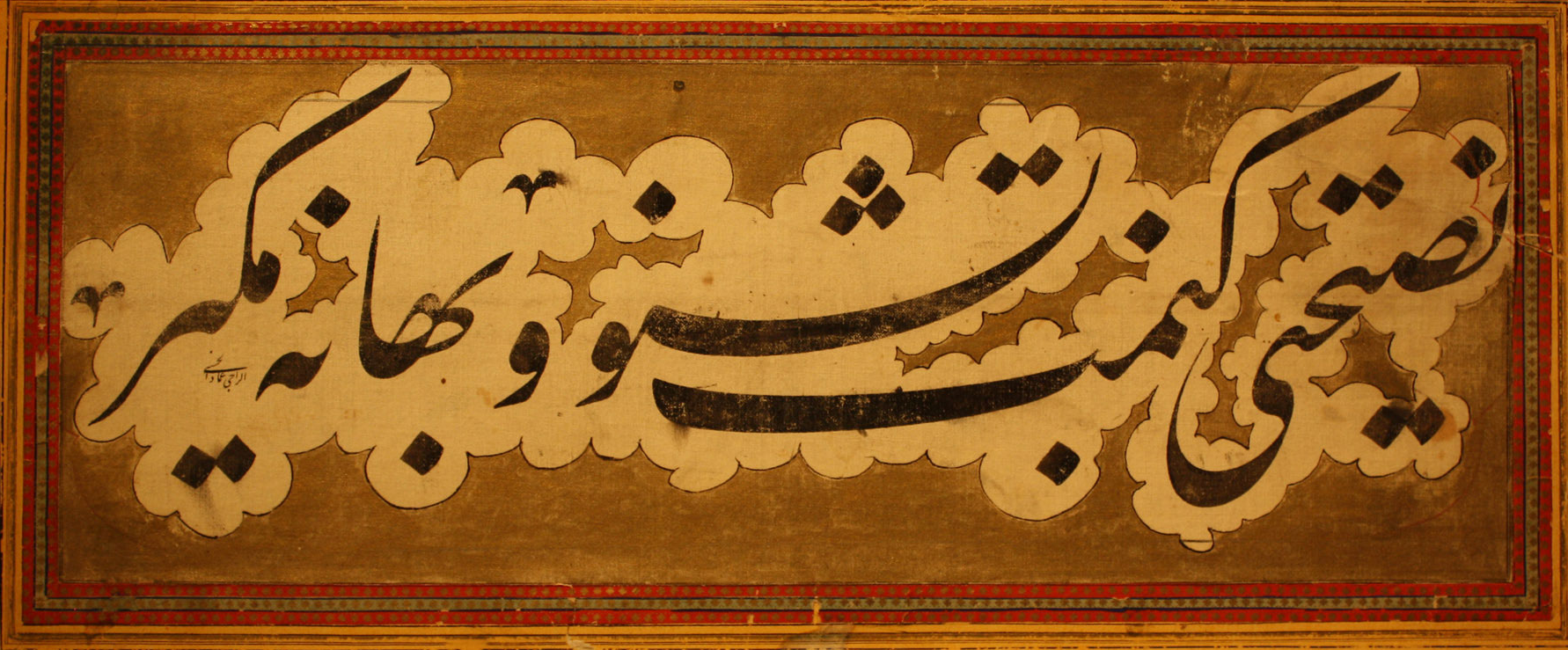
ナスタアリーク体による作品（ミールエマード・ハサニー書）

いわゆる「後期イスラーム国家」体制期以後、イスラーム信仰圏はオスマン帝国とサファヴィー帝国、ムガル帝国などイラン・ペルシア以西と以東に政治的に二分される。サファヴィー帝国下ではミールエマード・ハサニーといった書家がナスタアリーク体で洗練された作品を残した。預言者ムハンマドの娘婿アリーはシーア派にとっては、初代イマームであるのみならず、アラビア書道の創始者でもある:48-63。ナスタアリーク体主体で書かれるイラン・ペルシアの書は、ルーミーやハーフィズのペルシア語詩といった表現内容面で独自の主題を含む場合があり、形式面でもヒルイェのような独自に発展させた表現形式を持つ。このような独自性からイラン・ペルシアの書は「ペルシア書道」と呼ばれることもある。
オスマン帝国の時代こそ、アラビア書道がもっとも繁栄した時代であるという考えもある。オスマン帝国は同時期のサファヴィー帝国、ムガル帝国と比べると、格段に絵画よりも書道が盛んであった:74-105。シェイフ・ハムドゥッラー（1520年歿）はヤークート・ムスタアスィミーの六書体をさらに改良して、トルコの好みに合わせて洗練させた。ハムドゥッラーの書に基づいて独自の文字スタイルを生み出したハーフィズ・オスマン（1698年歿）、逆に、ハムドゥッラーに学ばずムスタアスィミーの書法を継承したアフメド・カラヒサーリー（1566年歿）といったすぐれた書家が多数登場した:74-105。カラヒサーリーはペンが紙から一度も離されなかったかのように文字が繋がった「鎖」書体を使うことで知られている:336。カラヒサーリーの弟子としてはスレイマニェ・モスクに書いた碑文で知られるハサン・チェレビー（1596年以降歿）がいるが、オスマン帝国の書道伝統の中では、最終的にハムドゥッラー派が勝利した:74-105。シェイフ・ハムドゥッラーは「書家のキブラ」と呼ばれ、すべての書家が目指すべき模範とされた:74-105。
南アジアのムガル帝国では、タージマハルを造営したシャー・ジャハーンに仕えたアブドゥルハック・アマーナト・ハーン・シーラーズィー（1642年歿）が、タージマハル廟内外の壁面などのためにスルス体の書を書いた。インド亜大陸ではデリースルターン朝時代に「ビハーリー」という独特の様式も生み出されている。
北アフリカなどの西方のイスラーム信仰圏では、クーフィー体から派生した独自の書体が生み出され、マグリビー体と呼ばれている。
中央アジアや中国大陸のような漢字文化圏と交差する地域では、漢字による書法文化の影響を受け、スィーニー体という独自の書体が生み出された。漢字文化圏内のアラビア書道は、文字のカスレのような中東のアラビア書道の美的価値観では許容されない要素も取り入れられている。

## 画像

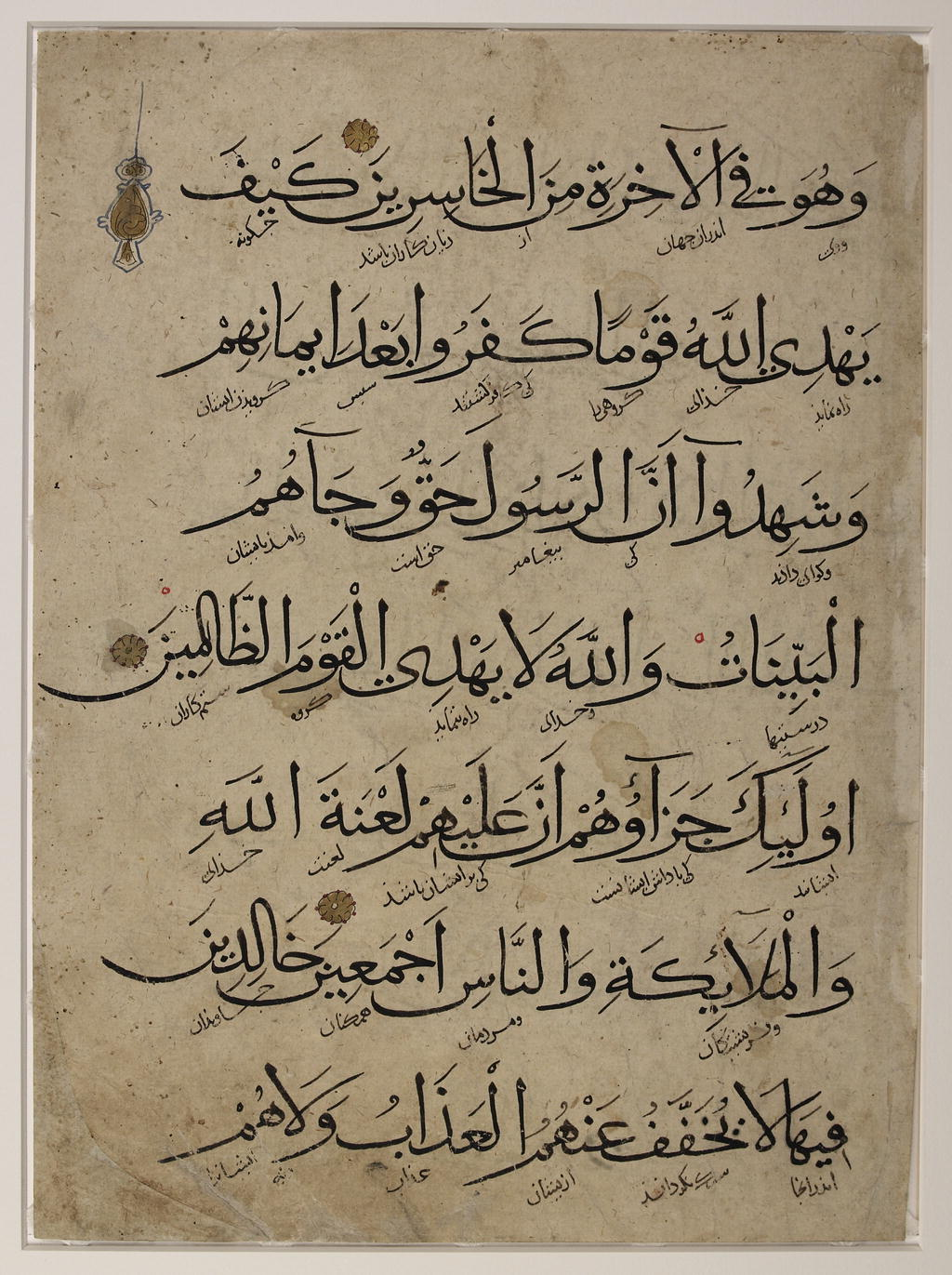
タウキーウ体によるイムラーン家章（14世紀）
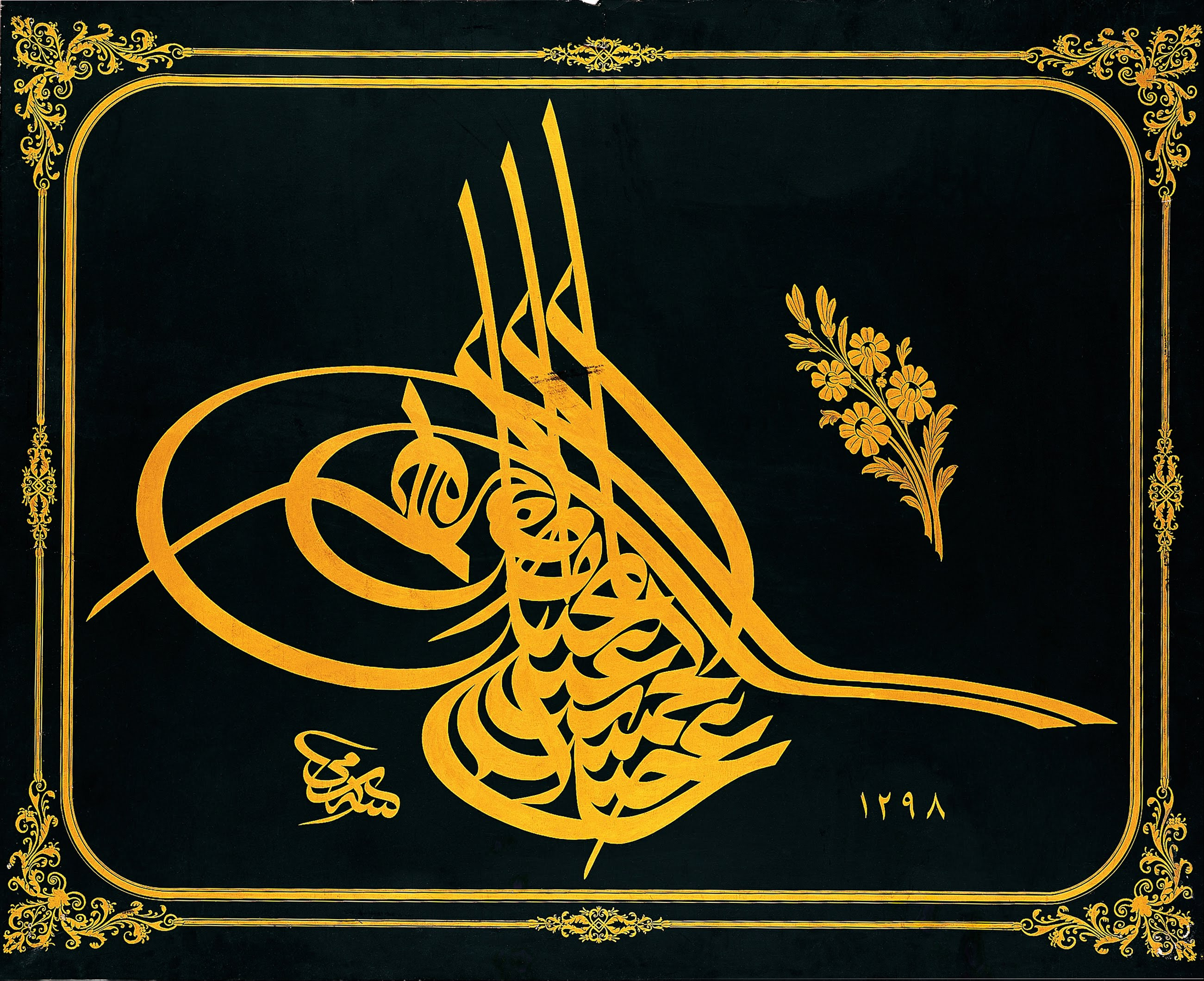
ディーワーニー体によるアブデュルハミト2世のトゥグラ（1880年）
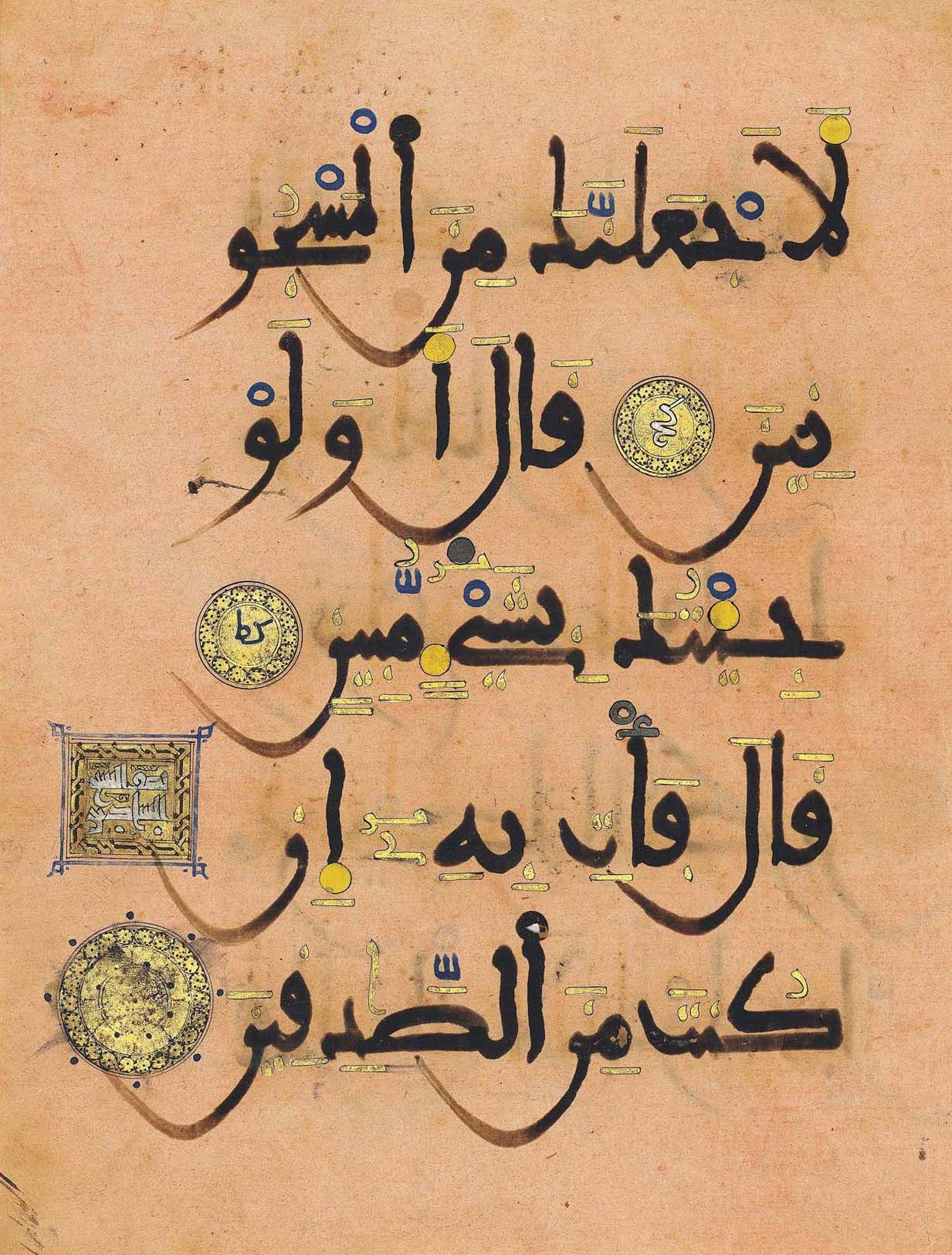
アンダルス期のマグリビー体による詩人章（13世紀）
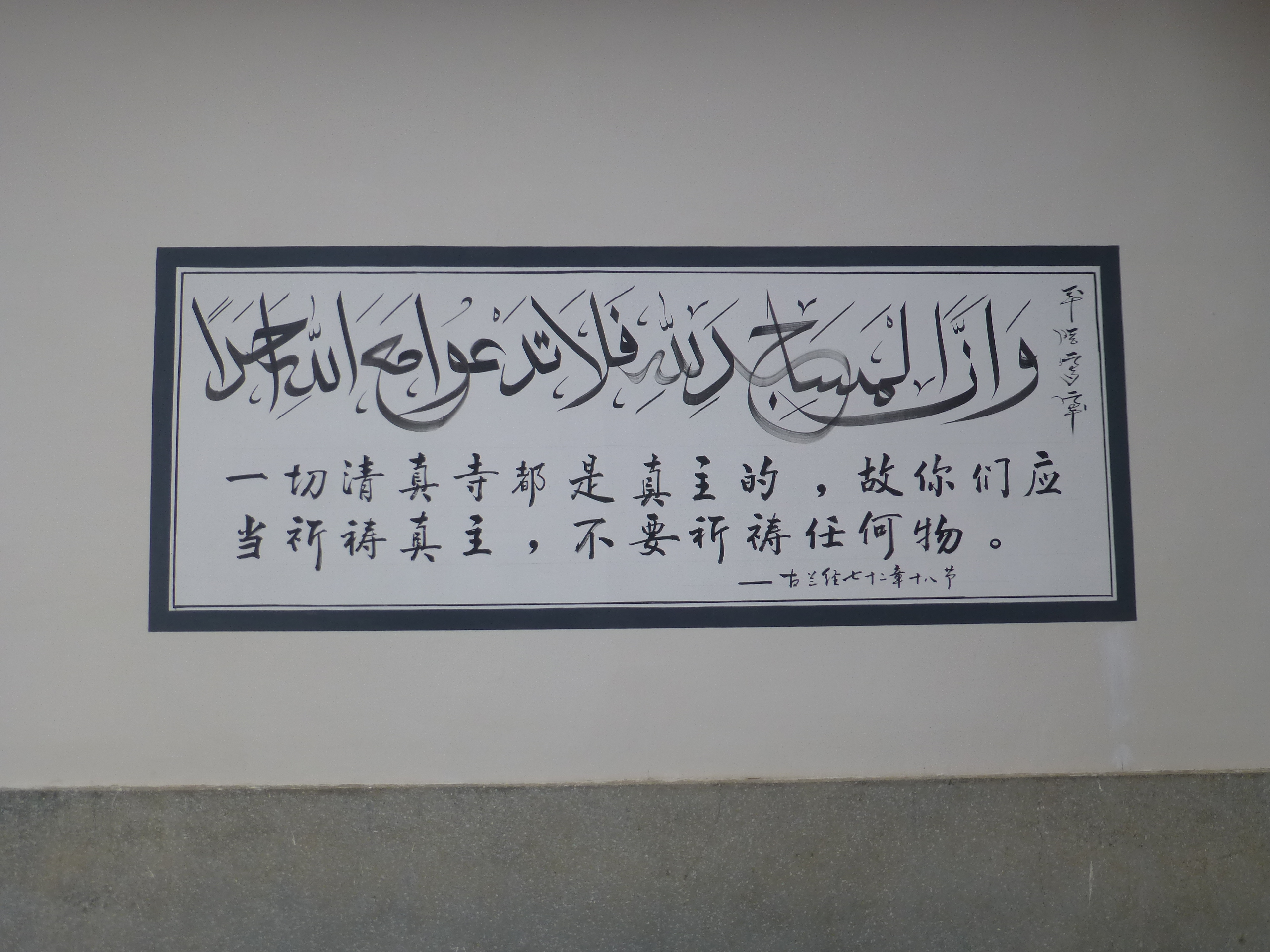
漢字書道併記のスィーニー体による幽精章（雲南省）
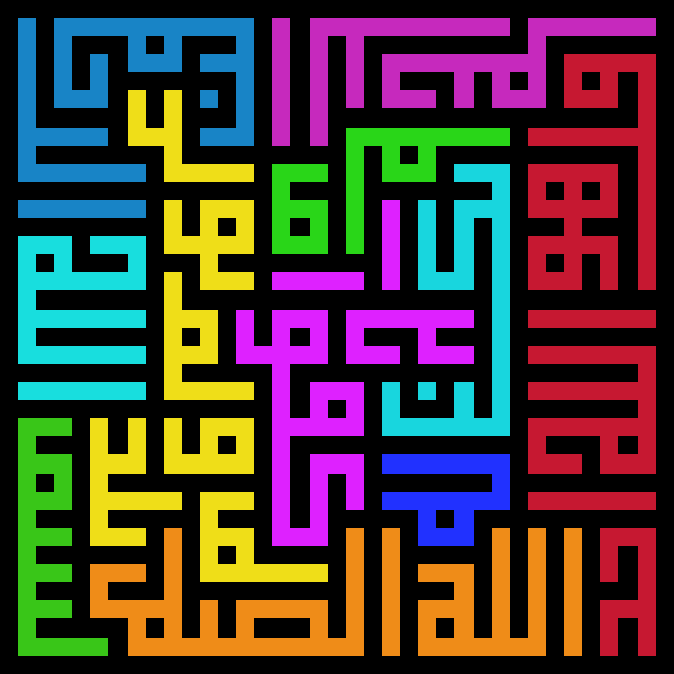
平方に配置されたクーフィー体による純正章

## 典拠
1. 1 2 3 4 5  “UNESCO - Arabic calligraphy: knowledge, skills and practices” (英語). ich.unesco.org. 2024年5月14日閲覧。
2. 1 2 3 4 5 6 7 8  “アラビア書道の歴史”.   日本アラビア書道協会 (2006年). 2024年5月14日閲覧。
3. 1 2 3 4 5 6 7 8 9 10 11 12 13 14 15 16 17 18 19 20 21 22 23 24  ブルーム, ジョナサン; ブレア, シーラ 桝屋友子訳 (2001). イスラーム美術. 岩波 世界の美術. 岩波書店. pp. 57-78. ISBN 4-00-008925-0 (原著: islamic Art, by Jonathan Bloom and Sheila Blair, 1997 Phaidon Press Limited.)
4. 1 2 3 4 5 6 7  Richard, F. (2007). [Review of Islamic Calligraphy, by S. S. Blair]. The Art Bulletin, 89(2), 368–370. https://www.jstor.org/stable/25067324
5. ↑  “日本アラビア書道協会について”.   日本アラビア書道協会 (2006年). 2024年5月14日閲覧。
6. 1 2 3 4  “道具”.   日本アラビア書道協会 (2006年). 2024年5月14日閲覧。
7. 1 2 3 4 5 6 7 8 9 10 11 12 13 14 15 16 17 18 19 20 21 22 23 24 25 26 27 28 29 30 31 32 33 34 35 36 37  大川, 玲子『コーランの世界 写本の歴史と美のすべて』河出書房新社〈ふくろうの本〉、2005年。ISBN 4-309-76060-0。
8. 1 2 3 4  Yūsofī, Ḡolām-Ḥosayn (15 December 1990). "Calligraphy". Encyclopaedia Iranica. Vol. IV. pp. 680–704.